# Ivanco al Dobrogei
Ivanco (Ioan) a fost despot al Principatului Cărvunei (Karvuna) între 1386 și 1388. Ivanco era fiul despotului Dobrotici și nepotul de frate al prințului Teodor.
În 1388, Ivanco ajunsese să stăpânească toată Dobrogea (cu excepția Deltei Dunării), cronicarul Leunclavius menționând în hronicul său: „Ivanco, qui Varnæ cum regione finitima Dobritze vocata regulus erat” (adică „Ivanco, care era regișorul Varnei și al regiunii vecine numite Dobrogea”).
Petre Diaconu a prezentat o ipoteză împărtășită și de către alți specialiști potrivit căreia Ivanco ar fi unul și același cu un anume Terter, menționat în sursele bizantine ca fiu al lui Dobrotici. Potrivit aceleiași opinii, Ioan-Terter s-ar fi răzvrătit împotriva tatălui său după care ar fi stabilit o mică formațiune politică cu centrul la Silistra de unde va emite monedă (a se vedea mai jos). Alți cercetători înclină a considera că Silistra aparținea țarului bulgar Șișman, după cum menționează și cronica turcească a lui Leunclavius.

## Domnie
Ivanco semnează un tratat comercial cu Genova și acceptă pacea cu Murad I al Turciei, pace care nu durează mult. Domnia lui a fost caracterizată prin luptele interne dintre nobili, atacurile tătarilor în nord și luptele cu bulgarii, apoi cu turcii în sud.
În 1387, după înfrângerea suferită la Pločnik înaintea oștilor sârbo-bosniece, sultanul Murad I le-a poruncit țarului bulgar Șișman și lui „Ivanco, fiul lui Dobrotici” să îi trimită trupe în ajutor, ca vasali. Nici unul dintre cei doi nu a respectat acest ordin drept pentru care, un an mai târziu, sultanul i-a poruncit Marelui Vizir Çandarli Ali Pasha să efectueze o expediție de pedepsire a răzvrătiților. După ce vizirul reușește să despartă armatele lui Șișman și ale lui Ivanco, se îndreaptă împotriva celui din urmă, refugiat în cetatea Varna. Deși beneficiază de indicațiile a doi trădători creștini din cetate, turcii nu reușesc asaltul asupra acesteia. Drept urmare, își schimbă obiectivul și pornesc să îl atace pe țarul Șișman, refugiat la Nicopole. Acesta însă îi oferă sultanului cetatea Silistra în schimbul păcii. Conducătorul turc primește această ofertă dar, în momentul în care trimisul său Ali Pașa dorește să preia cetatea constată că Șișman refuză acest lucru. Silistra va fi cucerită de către turci pe calea armelor, după care vor cădea Veliko Târnovo și Sviștovul. Cronicarul Leunclavius relatează că „după ce a fost luat Șiștovul, vizirul a pornit mai departe cu oastea sa împotriva acelor cetăți și castele, pe care mai înainte valahii transalpini le ocupaseră trecând Dunărea în Bulgaria (este menționată, printre altele, și Hârșova). Fără greutate le-a luat pe toate, iar garnizoanele au fost luate în captivitate”.
În urma expediției, peste jumătate din teritoriul Dobrogei cade sub dominatia Imperiului Otoman. După acest episod, numele lui Ivanco nu mai apare menționat nicăieri și nici nu se știe care a fost soarta lui. Se presupune fie că a murit în luptă, fie că a fost luat în captivitate de către turci.
În 1388/9, Mircea cel Bătrân învinge garnizoanele turcești lăsate de Marele Vizir în cetățile Dobrogei și astfel despotatul lui Dobrotici intră în componența Țării Românești pentru circa 32 de ani.

## Situația economică a Dobrogei în timpul lui Ivanco
Tratatul cu genovezii a fost încheiat la 27 mai 1387, fiind redactat în 17 puncte de către boierii Costea și Jolpan și de către delegații genovezi. Întâi de toate este restabilită pacea și se prevede eliberarea prizonierilor. Urmează mai apoi clauze economice:
- negustorii erau ocrotiți de domnie
- vama plătită de genovezi reprezenta 2% din valoarea mărfii transportate (1% la intrarea în despotat și 1% la ieșire)
- aurul, argintul, pietrele prețioase, perlele și corăbiile înseși erau scutite de vamă ori altă plată
- exportul de grâne dobrogene nu putea fi întrerupt decât în caz de foamete
- sarea exportată din Dobrogea nu putea proveni decât din Țara Românească
- genovezii aveau dreptul de a-și stabili în Dobrogea o loggia (casă de comerț) și un consulat al cărui diplomat avea rolul de șef și judecător al comunităților negustorești genoveze, bulgărești, grecești etc.

La începutul secolului al XX-lea au fost descoperite, la Rusciuc, Silistra și în alte zone din Dobrogea, monede simple cu legenda în limba greacă „Δεσπóτου Ι'ω T”, atribuite de către specialiști lui Ivanco. Interpretarea legendei a fost făcută în mai multe feluri. Petre P. Panaitescu o citește ca „[Νóμισμα του] Δεσπóτου Ι'ω[αννου του] T[ομπροτιτζα]”, adică „Moneda lui Ioan despotul, fiul lui Dobrotici”, preluând interpretarea lui T. Gherasimov. P. Diaconu opinează că, potrivit teoriei sale, acel „T” ar proveni de la „Terter” (deci „Despotul Ioan Terter”). Important este, în concluzia lui Panaitescu, faptul că Ivanco era stăpân peste un teritoriu destul de important economicește pentru a-și permite baterea de monedă. De asemenea, avansează ipoteza că legenda în limba greacă ar însemna prezența acestei limbi la curtea lui Ivanco și nu a celei slavone, ceea ce înlătură ipoteza caracterului bulgar al stăpânirii sale. Această ultimă presupunere este privită cu rezervă de către Alexandru Elian.